# Tribali

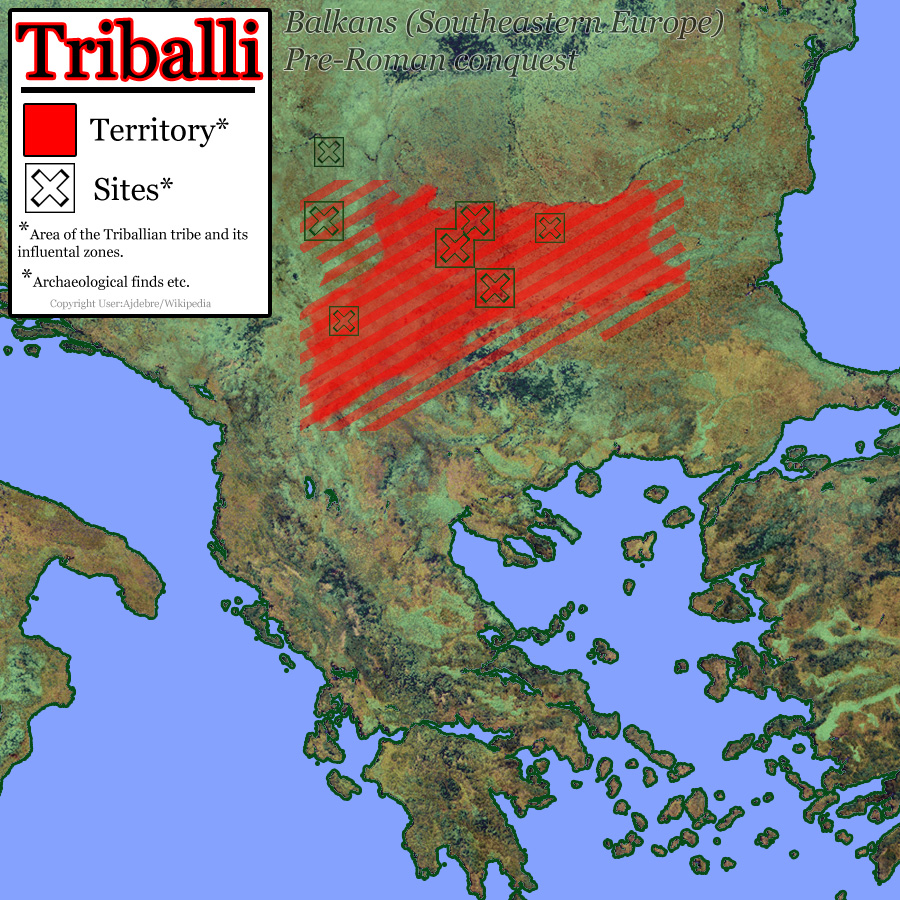
Aria de răspândire a tribalilor

Tribalii erau un popor prezent în Antichitate în sudul Dunării, menționați într-o zonă situată între Naissus, Serdica și Plevna de azi. Cuprindea două triburi: Picensii (în apus) și Usdicensii (în răsărit). Nu se știe dacă Tribalii erau o ramură a Ilirilor (după Ștefan din Bizanț), a Tracilor (după Strabo, Diodor, ș.a.) sau a Scordicilor celtici, sau poate chiar un amestec al acestor popoare. Tribalii aveau o organizare statală proprie și s-au remarcat în bătălia contra lui Filip al II-lea al Macedoniei, pe care l-au rănit și a cărui armată au înfrânt-o, înainte de a fi până la urmă supuși de către el. Se presupune că ulterior, prin romanizare, au intrat în etnogeneza poporului român, și apoi prin slavizare, în etnogeneza poporului sârb.

## Refolosirea modernă a denumirii
Regiunea Timocului, anume teritoriul din dreapta Dunării din nord-estul Serbiei (Craina Timocului) și nord-vestul Bulgariei (regiunile Vidin și Montana) cuprinzând din Serbia ținutul Munților Rătaniștei, este uneori denumită, în mod savant, sub numele de Tribalia, de la Tribali. Cei care folosesc această denumire vor astfel să identifice teritoriul de-a lungul Dunării unde sunt prezente minorități Românești în Serbia și Bulgaria.